# 푸른 미부로
푸른 미부로(青のミブロ)는 야스다 츠요시가 쓰고 그린 일본 만화 시리즈이다. 2021년 10월부터 고단샤의 소년 만화 잡지 주간 소년 매거진에 연재되고 있다. MAHO FILM이 제작한 텔레비전 애니메이션의 1기는 2024년 10월 19일부터 2025년 3월 29일까지 방영되었고, 2기 세리자와 암살 편은 2026년 10월부터 제2기 방영될 예정이다.

## 미디어

### 만화
야스다 츠요시가 집필하고 그린 푸른 미부로는 2021년 10월 13일 고단샤의 소년 만화 잡지 주간 소년 매거진에서 시작되었다. 이 시리즈는 2024년 4월 17일에 첫 번째 부분을 종료하고 다음 주에 신센구미 편으로 재개했다. 고단샤는 해당 장을 개별 단행본 권으로 수집했다. 1권은 2022년 2월 17일에 발매되었다. 2024년 4월 17일 기준 13권이 발매되었다.
아니메 엑스포 2023에서 고단샤 USA는 이 시리즈의 영어 출판 라이선스를 취득했다고 발표했다. 프랑스에서는 만화가 카나의 라이선스를 받았다.

## 같이 보기
- 신선조